# Belmont (Pennsilvània)
Belmont és una concentració de població designada pel cens dels Estats Units a l'estat de Pennsilvània. Segons el cens del 2000 tenia 2.846 habitants.

## Demografia
Segons el cens del 2000, Belmont tenia 2.846 habitants, 1.254 habitatges, i 798 famílies. La densitat de població era de 607,1 habitants per quilòmetre quadrat.
Dels 1.254 habitatges en un 20,7% hi vivien nens de menys de 18 anys, en un 53,7% hi vivien parelles casades, en un 8,1% dones solteres, i en un 36,3% no eren unitats familiars. En el 33% dels habitatges hi vivien persones soles el 20,1% de les quals corresponia a persones de 65 anys o més que vivien soles. El nombre mitjà de persones vivint en cada habitatge era de 2,13 i el nombre mitjà de persones que vivien en cada família era de 2,7.
Per edats la població es repartia de la següent manera: un 16% tenia menys de 18 anys, un 6,6% entre 18 i 24, un 20,2% entre 25 i 44, un 22,6% de 45 a 60 i un 34,6% 65 anys o més.
L'edat mediana era de 50 anys. Per cada 100 dones de 18 o més anys hi havia 74,5 homes.
La renda mediana per habitatge era de 32.717 $ i la renda mediana per família de 39.479 $. Els homes tenien una renda mediana de 31.856 $ mentre que les dones 25.304 $. La renda per capita de la població era de 17.958 $. Entorn del 9,6% de les famílies i el 9,7% de la població estaven per davall del llindar de pobresa.

## Poblacions més properes
El següent diagrama mostra les poblacions més properes.